# Il Piccolo Sceriffo
Il Piccolo Sceriffo ("Mali šerif") talijanska je serija stripova koju je stvorio književnik Tristano Torelli u tandemu s ilustratorom Camillom Zuffijem, a kasnije su je razvili brojni autori. Izvorno je izlazio od 1948. do 1966. godine.

## Povijest i profil
Ova vestern serija s tinejdžerskim junakom debitirala je 10. lipnja 1948. i postigla trenutni uspjeh. Godine 1951. Gianna Arguissola zamijenila je Torellija kao autor teksta. Svaki je broj bio samostalna epizoda jedne priče koja je prepričavala dogodovštine mladog siročeta Kita Hodgkina, koji je nakon što je zarobio ubojice svog oca šerifa, proglašen novim šerifom.
Godine 1959., nadahnut uspjehom Intrepida, publikacija je usvojila sličan džepni format, promijenila ime u Il Nuovo Sceriffo ("Novi šerif") i postala pravi časopis za stripove koji je objavljivao i nekoliko dodatnih avanturističkih serija, dok je glavna serija preimenovana Kid lo sceriffo ("Kid šerif"). Časopis je 1962. promijenio ime u Il Nuovo Sceriffo presenta Radar, a 1963. se na kraju podijelio na dva časopisa, Radar i Sceriffo Gigante, s tim da je samo ovaj nastavio objavljivati seriju Piccolo Sceriffo.

## Ostavština
Tijekom godina serija stripova objavljena je nekoliko puta pod različitim naslovima, uključujući Albo dello Sceriffo, Raccolta del Piccolo Sceriffo, Racconti dello Sceriffo i Sceriffo Kit.
Serija stripova nadahnula je dva romana, Il Piccolo Sceriffo (1951) i Artiglio nero (1952), koje su napisali Tristano Torelli i Gianna Arguissola, s ilustracijama Ferdinanda Tacconija, i erotski serijal fotonovela, objavljen u časopisu Caballero 1972. godine. Strip je također adaptiran u istoimenom srednjemetražnom filmu iz 1950. godine, koji je režirao Vittorio Sala i predstavljen na 11. izdanju Venecijanskog filmskog festivala.